# Welshe springerspaniël
De Welshe springerspaniël is van nature een jachthond, maar hij voldoet ook prima als gezinshond. De vacht is altijd rood-wit, halflang en sluik. Krullen zijn niet toegestaan volgens de officiële rasbeschrijving. De schofthoogte voor reuen is maximaal 48 cm, voor teefjes is dit 46 cm.
Het karakter van deze hond is vriendelijk en zachtaardig. Hij is gehoorzaam, intelligent en volgzaam, maar zoals het echte spaniëls betaamt kan het ras soms wat eigenwijs zijn. In huis zijn het rustige honden, mits ze ook voldoende gelegenheid krijgen zich buiten "uit te leven". Ze zwemmen graag en goed. Uiteraard is de Welsh Springer goed af te richten als jachthond.
Over het algemeen zijn Welshe springerspaniëls vriendelijk voor kinderen en andere huisdieren, mits zij daarmee op jonge leeftijd kennis hebben gemaakt.